# Постпозитивизм
Постпозитиви́зм (англ. postpositivism) — общее название для нескольких школ философии науки, объединённых критическим отношением к эпистемологическим учениям, которые были развиты в рамках неопозитивизма и обосновывали получение объективного знания из опыта. Основные представители: Карл Поппер, Томас Кун, Имре Лакатос, Пол Фейерабенд, Майкл Полани, Стивен Тулмин. К постпозитивизму близки работы школы неорационализма, в особенности Г. Башляра и М. Фуко.